# لويس مندوزا (لاعب كرة قدم)
لويس مندوزا (بالإسبانية: Luis Mendoza) هو لاعب كرة قدم فنزويلي في مركز الوسط، ولد في 21 يونيو 1945 في كاراكاس في فنزويلا. لعب مع نادي بورتوغيزا ونادي كاراكاس.

## وصلات خارجية
- لويس مندوزا على موقع الاتحاد الدولي (مؤرشف)  (الإنجليزية)
- لويس مندوزا على موقع قاعدة بيانات كرة القدم.إي يو (الإنجليزية)
- لويس مندوزا على موقع Soccerway.com (الإنجليزية)